# Коссов, Ильдефонс Казимирович
Ильдефо́нс Казими́рович Ко́ссов (1822 — 24 апреля 1890, Москва) — российский технолог.

## Биография
Родился в дворянской семье. Окончил Ярославскую мужскую гимназию. В 1839 году поступил в Императорский Санкт-Петербургский университет.
В 1847 году был назначен исполняющим должность адъюнкт-профессора по кафедре технологии физико-математического факультета Императорского Харьковского университета. В 1850 году защитил магистерскую диссертацию на тему: «О механическом прядении льна» и был назначен адъюнкт-профессором. В 1855 году — экстраординарный профессор, также читал лекции по химии на физико-математическом и медицинском факультетах. В 1857 назначен ординарным профессором.
В 1865 году перешёл в Императорское московское техническое училище, где был назначен профессором химической технологии и металлургии и избран заведующим кафедрой «Сельскохозяйственных и лесных производств». В 1867 году посещал губернии с более развитой лесной промышленностью, а также Всероссийскую мануфактурную выставку в Санкт-Петербурге и Всемирную выставку в Париже. В 1873 году был на четыре месяца командирован в Австро-Венгрию и Германию для посещения Венской выставки и изучения работы некоторых заводов и фабрик.
В 1879 году был уволен по состоянию здоровья.

## Публикации
- Коссов И. К. Обозрение по сельскохозяйственной технологии. — Москва: Университетская типография (Катков и К°), 1869–1871.